# Samoispunjavajuće proročanstvo
Samoispunjavajuće proročanstvo ili Pigmalionov efekt je prognoza koja izravno ili neizravno, sama uzrokuje da se obistini, od strane vlastitih uvjeta, zbog pozitivne povratne sprege između uvjerenja i ponašanja. 
Primjeri takvih proročanstava mogu se naći u književnosti još u staroj Grčkoj i drevnoj Indiji.
Sociolog Robert K. Merton u 20. stoljeću skovao je pojam "samoispunjavajuće proročanstvo" te formalizirao njegovu strukturu i posljedice.  U knjizi "Socijalna teorija i društvena struktura", Merton je definirao samoispunjavajuće proročanstvo na sljedeći način:
Drugim riječima, pozitivna ili negativna proročanstva, snažna uvjerenja, ili zablude - deklarirane kao istine kada su zapravo lažne - mogu u dovoljnoj mjeri utjecati na ljude tako da njihove reakcije u konačnici ispune prvotno lažna očekivanja.
Socijalna psihologija samoispunjavajuće proročanstvo definira kao proces putem kojega pronalazimo potvrdu i dokaz za naše stereotipe tako što vlastitim, nesvjesnim postupcima prema pripadnicima neke vanjske grupe uzrokujemo njihovo stereotipno ponašanje. Drugim riječima, svojim načinom ponašanja prema drugima nehotično učinimo da se naše pretpostavke o njima pokažu točnima.

## Zašto Pigmalionov efekt?
U grčkoj mitologiji, postojao je jedan poznati i vješti kipar Pigmalion koji je, tražeći idealnu djevojku za ženidbu, došao do zaključka da ne može pronaći onu koja će imati sve kvalitete kakve si je sam zamislio.
Shvativši da si ne može pronaći ženu svog života, odlučio ju je isklesati te prikazati točno onakvom kakvom ju je zamišljao. Nakon nekog vremena truda i rada, Pigmalion je zaista uspio isklesati predivnu ženu koja je, prema njegovom mišljenju, bila jedina i idealna za njega.
Gledajući je u takvoj ljepoti, Pigmalion se zaljubio te se počeo moliti bogovima da ožive njegovu ljepoticu. Želja mu se ostvarila te je njegova ljepotica na kraju i oživjela.

## Zašto se javlja samoispunjavajuće proročanstvo?
Samoispunjavajuće proročanstvo je proces, a definira se kroz četiri koraka:
- imamo određeno očekivanje o tome kakva je druga osoba,
- to očekivanje utječe na ponašanje prema toj osobi,
- takvo ponašanje izaziva da se ta osoba ponaša u skladu s našim početnim očekivanjima,
- u konačnici sve dovodi do toga da se prvotna očekivanja pokažu istinitima.

Malo tko od nas toliko dobro može na temelju nekakvog prvog dojma realno procijeniti osobu te stvoriti određeni odnos s njom. Većinom dolazi do toga da mi na temelju neke karakteristike osobe procjenjujemo kao dobre, pouzdane, povjerljive ili pak sve suprotno od toga, pa se na temelju vlastite subjektivne procjene trudimo samima sebi dokazati da se ipak nismo prevarili.
Poznati istraživači Robert Rosenthal i Lenore Jacobson su još 1968. godine proveli istraživanje te primijenili test inteligencije na svim učenicima jedne osnovne škole. Rekli su nastavnicima da su neki učenici imali tako dobre rezultate da su sigurni da će im akademski procvjetati u sljedećoj godini. Međutim, ti učenici su bili slučajno odabrani od istraživača. Dakle, to nisu morali biti njihovi pravi rezultati. Na kraju godine, Rosenthal i Jacobson su djecu ponovno testirali, i pokazalo se da su „obećavajući“ učenici postigli značajno veći porast u kvocijentu inteligencije od drugih učenika. Objašnjenje leži u ponašanju nastavnika koji su, očekujući od te djece bolji akademski uspjeh, nesvjesno više trudili oko njih opravdavajući sebi početno očekivanje.
Brophy i Good (1970) promatrali su kako se učiteljice ponašaju prema učenicima od kojih očekuju različita postignuća. Uočili su da, kod učenika od kojih očekuju visoko postignuće (u kontekstu današnjih hrvatskih škola – dobru ocjenu), učiteljice pružaju mnogo više pohvala za dobar uradak, više pažnje posvećuju njihovim točnim odgovorima i znatno više pomažu u pronalaženju istih. Nasuprot tome, kad se radi o učenicima od kojih su očekivale nisko postignuće, učiteljice su mnogo više pažnje posvećivale pogrešnim odgovorima i prigovaranju za loš uradak. Učenici u takvim situacijama prepoznaju očekivanja koja učitelji od njih imaju, te se počinju ponašati u skladu s tim očekivanjima. Pažnja, pozitivna ili negativna, koju u tom slučaju dobivaju služi kao potkrepljenje – poticaj za nastavak s istim ponašanjem. Ponašanja koja su dovela do tog potkrepljenja tako se učvršćuju i očekivanja učitelja bivaju ispunjena.
U svakodnevnom životu često se dogodi da se roditelji prema određenom djetetu ponašaju kao da je za neke stvari nesposobno. Krajnji zaključak je da će svojim ponašanjem prema tom djetetu od njega zaista stvoriti nesposobnog pojedinca koji bi vrlo vjerojatno drugačije postupao da mu se na samom početku pristupilo s malo više povjerenja.